# Jackie Groenen
Jackie Noelle Groenen (* 17. Dezember 1994 in Tilburg) ist eine niederländische Fußballnationalspielerin, die seit 2022 bei Paris Saint-Germain spielt, und in ihrer Jugend als Judoka erfolgreich war.

## Karriere

### Vereine

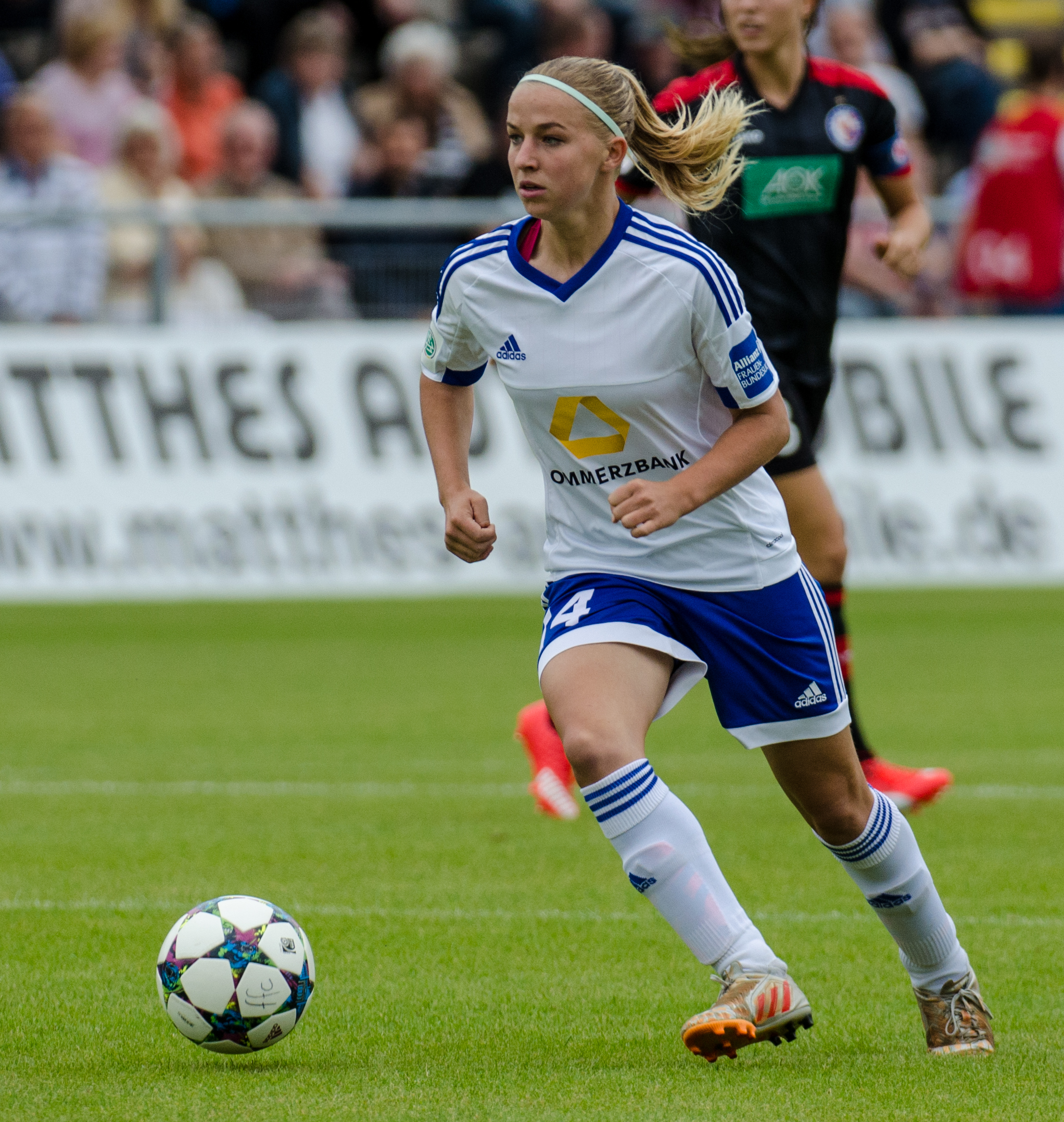
Groenen in einem Spiel für Frankfurt gegen Potsdam

Gemeinsam mit ihrer Schwester Merel begann sie ihre Fußballkarriere bei VV Riel und kam über die Wilhelmina Boys zum SV Rood-Wit Veldhoven. Im Januar 2011 wechselte sie gemeinsam mit ihrer Schwester zum deutschen Bundesligisten SG Essen-Schönebeck. Für den Verein debütierte sie im Pokalwettbewerb und am 2. Februar 2011 (15. Spieltag) beim 3:1-Sieg im Auswärtsspiel gegen den 1. FC Saarbrücken in der Bundesliga. Zur Saison 2011/12 wechselte sie zum FCR 2001 Duisburg, für den sie auch das erste Mal am Bundesliga-Cup teilnahm. Nach dem Übertritt der Mannschaften des FCR 2001 zum MSV Duisburg in der Winterpause 2013/14 löste sie am 29. Januar 2014 ihren Vertrag auf und wechselte zum FC Chelsea in die FA WSL. Im Juli 2015 wechselte sie zurück in die deutsche Bundesliga zum 1. FFC Frankfurt. Nach der Saison 2018/2019 verlässt sie den 1. FFC Frankfurt zu Manchester United WFC. In der auf Grund der COVID-19-Pandemie vorzeitig beendeten Saison 2019/20 belegte ManUtd den vierten Platz.
Zur Saison 2022/23 wechselte sie zu Paris Saint-Germain. Mit PSG qualifizierte sie sich mit zwei Siegen gegen für die Gruppenphase der UEFA Women’s Champions League 2022/23. Hier kam sie in den ersten fünf Gruppenspielen zum Einsatz, in denen sich PSG als Gruppenzweiter für das Viertelfinale qualifizierte. Dort schieden sie nach einer 0:1-Heimniederlage und einem 1:1 im Rückspiel, bei dem sie nicht mitwirkte, gegen den VfL Wolfsburg aus.

### Nationalmannschaft
In der Qualifikation zur U-17-Fußball-Europameisterschaft der Frauen 2010 kam Groenen zu fünf Einsätzen für das niederländische Team, bei der Endrunde gehörte sie nicht zum Aufgebot. Am 31. März 2012 debütierte Groenen bei den niederländischen U-19-Juniorinnen. Sie musste jedoch im Spiel gegen Island verletzt aufgeben und konnte auch an den zwei weiteren in derselben Woche stattfindenden Qualifikationsspielen zur U-19-Europameisterschaft nicht mehr teilnehmen.
Im Jahr 2012 beantragte sie zunächst die belgische Staatsangehörigkeit, um künftig im belgischen Nationalteam spielen zu können. Diese Entscheidung revidierte Groenen jedoch einige Jahre später wieder und debütierte am 22. Januar 2016 bei einem Länderspiel gegen Dänemark in der niederländischen Nationalmannschaft.
Bei der Heim-EM 2017 kam sie in allen sechs Spielen zum Einsatz, stand dabei immer in der Startelf und wurde nur beim 2:1-Sieg gegen Belgien in der 80. Minute ausgewechselt. Durch ein 4:2 im Finale gegen Dänemark wurden die Niederländerinnen erstmals Europameister.
In der anschließenden Qualifikation für die WM 2019 wurde sie in elf der zwölf Spiele ihrer Mannschaft eingesetzt und holte sich mit ihr das letzte europäische WM-Ticket. Sie  wurde dann auch am 10. April für die WM nominiert. Bei der WM, die für ihre Mannschaft mit dem zweiten Platz endete, wurde sie in den sieben Spielen ihrer Mannschaft eingesetzt. In der Verlängerung des Halbfinales gegen Schweden erzielte sie das Tor zum 1:0-Sieg, verlor aber anschließend im Finale gegen Titelverteidiger USA mit 0:2.
In der Qualifikation für die EM 2022 wurde sie siebenmal eingesetzt und erzielte zwei Tore.
Bei den wegen der COVID-19-Pandemie um ein Jahr verschobenen Olympischen Spielen 2020 in Tokio wurde sie in den drei Gruppenspielen und im Viertelfinale gegen die USA eingesetzt, das mit 2:4 im Elfmeterschießen verloren wurde. In den ersten sieben Spielen der laufenden Qualifikation für die WM 2023 wurde sie sechsmal eingesetzt und erzielte ein Tor.
Am 31. Mai wurde sie für die EM-Endrunde nominiert. Bei der EM kam sie in zwei Gruppenspielen und im Viertelfinale zum Einsatz, das in der Verlängerung gegen Frankreich verloren wurde.
Auch im letzten Spiel der Qualifikation für die WM 2023 gegen Island stand sie in der Startelf. Durch ein Tor in der Nachspielzeit gewannen die Niederländerinnen mit 1:0 und qualifizierten sich damit für die WM-Endrunde.
Am 30. Juni 2023 wurde sie für die Endrunde nominiert, kam in jedem der fünf Spiele ihres Teams zum Einsatz und schied mit ihrer Mannschaft im Viertelfinale gegen die Spanierinnen nach Verlängerung aus.
Sie wurde auch für die EM-Endrunde 2025 nominiert: Dort kam sie in den drei Gruppenspielen zum Einsatz, nach denen die Niederländerinnen ausschieden.

### Erfolge
- 2017: Europameisterin
- 2018: Algarve-Cup-Sieg (zusammen mit Schweden[13])
- 2019: Zweite der Fußball-Weltmeisterschaft
- 2024: Französische Pokalsiegerin

## Auszeichnungen
- Aufnahme ins „UEFA Team of the Tournament“ der EM 2017[14]

## Sonstiges
Jackie Groenen hat im Judosport eine Reihe von Wettkämpfen gewonnen. In den Jahren 2007, 2008 und 2009 war sie niederländische Meisterin in der Altersgruppe unter 15 Jahren. Sie hat diese Titel in der Gewichtsklasse –32 kg gewonnen. Im Jahr 2010 wurde sie in der Gewichtsklasse –44 kg niederländische Vizemeisterin. Am 6. März 2010 errang sie in Tilburg die Goldmedaille bei den unter 17-jährigen, und bei der Europameisterschaft im Juni 2010 in Teplice gewann sie die Bronzemedaille bei den unter 17-jährigen in der Gewichtsklasse –40 kg.
Im Februar 2011 gewann Groenen bei den Junioren in der Gewichtsklasse –44 kg in der Altersklasse unter 20 Jahren die Meisterschaft.